# Relatie (wiskunde)
In de wiskunde beschrijft een relatie het verband of de betrekking tussen objecten. Iedere relatie is gedefinieerd tussen (ook: over) een aantal verzamelingen en verbindt, uit deze verzamelingen, de elementen die met elkaar in het bedoelde verband staan. Het aantal verzamelingen waartussen de relatie gedefinieerd is, heet de plaatsigheid of ariteit van de relatie. De relatie is een van de centrale begrippen uit de wiskunde. De meest voorkomende relatie is de tweeplaatsige relatie, die objecten in tweetallen aan elkaar koppelt.

## Geschiedenis
De logicus Augustus De Morgan was rond 1860 de eerste die relaties zoals tegenwoordig bedoeld formaliseerde. Hij kwam ook met de eerste resultaten over relaties. De filosofische definitie van het begrip relatie die De Morgan formuleerde is:
Wanneer twee objecten, eigenschappen, klassen of attributen, tezamen aanschouwd door de geest, in een zeker verband gezien worden, dan wordt dat verband een relatie genoemd.
Merk op dat hier strikt genomen enkel op tweeplaatsige relaties gedoeld wordt.
Na De Morgan publiceerde Charles Sanders Peirce meer resultaten over relaties. Bertrand Russell en Alfred North Whitehead brachten in hun Principia Mathematica veel 19e-eeuwse resultaten samen, over relaties in het algemeen en orderelaties in het bijzonder. Dit werk heeft daarna gediend als de facto standaardreferentie voor vervolgstudie op het gebied van relaties.

## Definitie
Een {\displaystyle n}-plaatsige relatie tussen de verzamelingen {\displaystyle X_{1},\ldots ,X_{n}} is gedefinieerd als een {\displaystyle (n+1)}-tupel {\displaystyle (G,X_{1},\ldots ,X_{n})}, waarin 
{\displaystyle G\subseteq X_{1}\times \ldots \times X_{n}}
Dat wil zeggen dat {\displaystyle n} een natuurlijk getal is en {\displaystyle G} een deelverzameling is van het cartesisch product van de verzamelingen {\displaystyle X_{1},\ldots ,X_{n}}. Men noteert voor de relatie ook wel {\displaystyle (X_{1},\ldots ,X_{n},G)} of noemt eenvoudig de deelverzameling {\displaystyle G} de relatie. 
In sommige systemen van de axiomatische verzamelingenleer worden relaties gedefinieerd op klassen in plaats van verzamelingen. Deze aanpassing is onder andere nodig om de begrippen 'is een element van' en 'is een deelverzameling van' te kunnen beschrijven, zonder dat dit tot de russellparadox leidt.

### Terminologie
Als {\displaystyle R=(G,X_{1},\ldots ,X_{n})} een relatie is, wordt {\displaystyle G} de grafiek van {\displaystyle R} genoemd en worden de verzamelingen {\displaystyle X_{1},\ldots ,X_{n}} de domeinen van {\displaystyle R} genoemd. Men zegt ook dat {\displaystyle R} een relatie is tussen de verzamelingen {\displaystyle X_{1},\ldots ,X_{n}}.
Van het element {\displaystyle (x_{1},\ldots ,x_{n})\in G} worden {\displaystyle x_{1},\ldots ,x_{n}} argumenten van {\displaystyle R} genoemd. Men zegt ook dat {\displaystyle x_{1},\ldots ,x_{n}} met elkaar 'in {\displaystyle R}-relatie staan'. Als uit de context duidelijk is om welke relatie het gaat, wordt ook simpelweg gezegd dat {\displaystyle x_{1},\ldots ,x_{n}} met elkaar in relatie staan.
Het getal {\displaystyle n} wordt de plaatsigheid van {\displaystyle R} genoemd. Men spreekt hierbij van een {\displaystyle n}-plaatsige relatie.
Als alle domeinen dezelfde verzameling {\displaystyle A} zijn, spreekt men van een homogene relatie, of van een endorelatie. In dit geval zegt met ook dat {\displaystyle R} een {\displaystyle n}-plaatsige relatie op {\displaystyle A}, of een {\displaystyle n}-plaatsige over {\displaystyle A} is.
Voor alle verzamelingen {\displaystyle X_{1},\ldots ,X_{n}} wordt de relatie {\displaystyle (G,X_{1},\ldots ,X_{n})}, waarin {\displaystyle G} de lege verzameling is, de lege relatie over {\displaystyle X_{1},\ldots ,X_{n}} genoemd.
Voor alle verzamelingen {\displaystyle X_{1},\ldots ,X_{n}} wordt de relatie {\displaystyle (G,X_{1},\ldots ,X_{n})}, waarin {\displaystyle G=X_{1}\times \ldots \times X_{n}}, de universele relatie over {\displaystyle X_{1},\ldots ,X_{n}} genoemd.

### Notatie
De uitspraak "{\displaystyle x_{1},\ldots ,x_{n}} staan met elkaar in {\displaystyle R}-relatie", d.w.z. {\displaystyle (x_{1},\ldots ,x_{n})\in G}, wordt op verschillende manieren genoteerd:
- notatie als booleanwaardige functie (of, afhankelijk van de context, de propositie dat de functiewaarde "waar" is): {\displaystyle R(x_{1},\ldots ,x_{n})}
- Poolse notatie: {\displaystyle Rx_{1}x_{2}\ldots x_{n}}

Bij een vierplaatsige relatie {\displaystyle R} kan men bijvoorbeeld {\displaystyle R(t,u,v,w)} of {\displaystyle Rtuvw} schrijven. Bij een eenplaatsige relatie {\displaystyle S} wordt dat {\displaystyle S(t)} of {\displaystyle St}. Bij tweeplaatsige relaties wordt ook vaak de infixnotatie gebruikt: bijvoorbeeld {\displaystyle uTv} voor een tweeplaatsige relatie {\displaystyle T}.

## Voorbeeld
Als voorbeeld kan men zich de drieplaatsige relatie voorstellen van reizen die mensen in de tijd van het Romeinse Rijk hebben gemaakt. Deze relatie is gedefinieerd over drie verzamelingen: de verzameling van alle mensen, de verzameling van alle vervoermiddelen en de verzameling van alle bestemmingen. Als men uit iedere verzameling één element neemt, geeft deze relatie aan of ze met elkaar in het bedoelde verband staan. Zo verbindt de relatie bijvoorbeeld de volgende elementen met elkaar: Hannibal uit de verzameling van alle mensen, de olifant als vervoermiddel en Rome als bestemming. Neemt men het vliegtuig uit de tweede verzameling, in plaats van de olifant, dan zal de relatie de elementen niet met elkaar verbinden. Dat wil zeggen: 'Hannibal is op een olifant naar Rome gereisd' en 'Hannibal heeft niet het vliegtuig naar Rome genomen'.
Bijvoorbeeld
- de verzameling mensen {\displaystyle M=\{}Hannibal, Caesar, Cleopatra{\displaystyle \}}
- de verzameling vervoermiddelen {\displaystyle V=\{}boot, olifant, paard, draagstoel{\displaystyle \}}
- de verzameling bestemmingen {\displaystyle L=\{}Rome, Carthago, Alexandrië{\displaystyle \}}

De relatie {\displaystyle R=(G,M,V,L)}, een drieplaatsige relatie tussen {\displaystyle M,V} en {\displaystyle L}, wordt vastgelegd door de deelverzameling {\displaystyle G} van {\displaystyle M\times V\times L} die bestaat uit de 3-tupels {\displaystyle (m,v,l)} waarvoor geldt dat {\displaystyle m} per {\displaystyle v} naar {\displaystyle l} heeft gereisd.
Er geldt {\displaystyle (}Hannibal, olifant, Rome{\displaystyle {})\in G}, ook geschreven als {\displaystyle R}(Hannibal, olifant, Rome), want Hannibal is met olifanten naar Rome getrokken. Ook geldt {\displaystyle (}Hannibal, boot, Rome{\displaystyle {})\notin G}, want Hannibal is met zijn olifanten door Spanje getrokken om naar Rome te gaan, dus heeft niet de boot genomen. De uitspraak 'Napoleon is te paard naar Rome gereisd' is wel waar, maar valt buiten het bereik van {\displaystyle R}.

## Tweeplaatsige relaties
De tweeplaatsige relatie is de meest gebruikte soort relatie en is een van de centrale begrippen uit de wiskunde. Tweeplaatsige relaties worden in alle gebieden van de wiskunde gebruikt. De functie wordt bijvoorbeeld meestal gedefinieerd als een speciaal soort tweeplaatsige relatie en tweeplaatsige relaties met een eigenschap als bijectiviteit worden veelvuldig in bewijzen gebruikt, om bijvoorbeeld gelijkmachtigheid van verzamelingen aan te tonen.
Andere belangrijke toepassingen van tweeplaatsige relaties zijn equivalentierelaties, grafen en de verschillende ordes uit de ordetheorie.

## Toepassingen

### Logica
In de logica nemen relaties een belangrijke plaats in. De predicaten uit de predicatenlogica komen precies overeen met relaties. Net als eenplaatsige predicaten, kunnen eenplaatsige relaties dan ook gezien worden als model van een eigenschap. In de modale logica spelen tweeplaatsige relaties een belangrijke rol. Terwijl modale logica's vaak computationeel voordeliger zijn dan predicatenlogica, kunnen ze redeneren over tweeplaatsige relaties met veel van de belangrijkste eigenschappen, zoals transitiviteit en reflexiviteit.

### Algebra
De relationele algebra is gebaseerd op de verzamelingenleer: alle relaties en de resultaten van een relationele operatie zijn verzamelingen. De afbeelding is gedefinieerd als een specifiek soort relatie. Het homomorfisme, een van de centrale begrippen in de algebra, is een specifiek geval van een afbeelding en daarmee specifiek geval van een relatie. Bij gevolg geldt hetzelfde voor de overige morfismen. Een ander in de algebra belangrijk begrip, de operatie, komt overeen met het algemenere begrip afbeelding, dus is ook een specifiek soort relatie.

### Meetkunde
In de meetkunde wordt onder andere congruentie gedefinieerd als een specifieke tweeplaatsige relatie.

### Analyse
In de analyse worden functies gedefinieerd als een speciaal geval van een tweeplaatsige relatie.

### Informatica
Een relationele database is een database die volgens het relationele model is opgebouwd. De gegevens worden in tabellen opgeslagen, waarin de rijen de bij elkaar horende groepen informatie, de records, vormen. De tabellen leggen een relatie over de verschillende waardes in de tabel vast.

### Econometrie
De preferentierelatie {\displaystyle \lesssim } van een consument is gedefinieerd als volgt: voor twee "consumptiepakketten" A en B betekent A {\displaystyle \lesssim } B dat de consument B minstens zo graag heeft als A. Deze is reflexief en logischerwijs ook transitief. Het is dus een preorde, en in theorie voor een besluitvaardige en goed geïnformeerde consument ook een totale preorde. Op de verzameling equivalentieklassen van voor deze consument gelijkwaardige consumptiepakketten is er een bijbehorende partiële orde, respectievelijk totale orde.